# Halsbandskejsarduva
Halsbandskejsarduva (Ducula mullerii) är en fågel i familjen duvor inom ordningen duvfåglar.

## Utbredning och systematik
Halsbandskejsarduva delas in i två underarter:
- D. m. aurantia – låglandsområden på norra Nya Guinea (Geelvink till Astrolabe Bay)
- D. m. mullerii – Aruöarna, södra Nya Guinea, Boigu- och Daruöarna

## Status och hot
Arten har ett stort utbredningsområde, men tros minska i antal, dock inte tillräckligt kraftigt för att den ska betraktas som hotad. Internationella naturvårdsunionen IUCN listar arten som livskraftig (LC).

## Namn
Fågelns vetenskapliga artnamn hedrar den tyske ornitologen Salomon Müller (1804-1864).